# (5352) Fujita
(5352) Fujita est un astéroïde de la ceinture principale.

## Description
(5352) Fujita est un astéroïde de la ceinture principale. Il fut découvert le 27 décembre 1989 à Yatsugatake par Yoshio Kushida et Osamu Muramatsu. Il présente une orbite caractérisée par un demi-grand axe de 2,39 UA, une excentricité de 0,16 et une inclinaison de 4,3° par rapport à l'écliptique.

## Compléments